# Беракас B
Беракас B — один з 18 мукімів (районів) округи (даера) Бруней-Муара, Бруней.

## Райони
- Таман Саламбігар
- Кампонг Саламбігар
- Кампонг Сунгаі Орок
- Таман Сурая
- Кампонг Сунгаі Нанчінг
- Перумаhан Негара Кавасан 1 (Ламбак Канан)
- Перумаhан Негара Кавасан 2 (Ламбак Канан)
- Перумаhан Негара Кавасан 3 (Ламбак Канан)
- Перумаhан Негара Кавасан 4 (Ламбак Канан)
- Перумаhан Негара Кавасан 5 (Ламбак Канан)
- Кампонг Сунгаі Тілонг
- Кампонг Манггіс Дуа
- Кампонг Маданг
- Кампонг Манггіс Сату (Йалан Манггіс Сату)
- Кампонг Сунгаі Акар